# ポール・ウォルフォウィッツ
ポール・ダンデス・ウォルフォウィッツ（Paul Dundes Wolfowitz，1943年12月22日 - ）は、アメリカ合衆国の政治学者、外交官。ジョージ・W・ブッシュ政権1期目で25代目アメリカ合衆国国防副長官、10代目世界銀行グループ総裁を歴任した。
代表的なネオコンの論客の1人であり、冷戦時代はアメリカのタカ派グループチームBの1人としても知られ、また親イスラエル派でブルー・チームと呼ばれる親台派である。イラク戦争の建築家的存在で、ジョージ・H・W・ブッシュ大統領の政策顧問団バルカンズの一人でもあった。大中東構想（後に拡大中東・北アフリカ構想に改称）の発案者でもある。

## プロフィール
1943年12月22日にポーランドからの移民である東欧系ユダヤ人の血を引く数学者ジェイコブ・ウォルフォウィッツ（英語: Jacob Wolfowitz）（「ウォルフォウィッツ」とは「狼の子」という意味の東欧系ユダヤ人の姓）とリリアン・ダンデスの次男としてニューヨークのブルックリン区に誕生し、主に父が奉職していたコーネル大学のあるイサカで育った。父は1920年にポールの祖父母とアメリカに移民したが、ポーランドに残った親類の多くは逮捕され、ホロコーストの犠牲となった。そのため父はシオニズムに傾倒し、ソ連による反体制派やマイノリティへの弾圧に反対運動を行っていた。1957年、ポールが14歳の時に父がハイファのイスラエル工科大学で教鞭をとることになり、これに付き添いイスラエルに渡った。この際、彼の姉妹はイスラエルに永住を決意している。
1961年に高校を卒業後、コーネル大学で、数学と化学を学ぶ。他の多くのネオコン人士の例に漏れず、学生時代は熱心な民主党支持者で、当時のケネディ政権を支持し、公民権運動にも積極的に参加していた。1965年にコーネル大学を数学の学位で卒業するも、政治学への転身を決意し、政治学を「占星術」と呼んではばからない父親をいたく失望させる。シカゴ大学でレオ・シュトラウスとアルバート・ウォルステッターの下で学び、1972年にウォルステッターの指導で政治学の博士号（Ph.D.）を取得。特にウォルステッターに師事した影響は大きく、同じウォルステッターの弟子でネオコンのリチャード・パールは「ポールはアルバートが考えるように考える」と評している。一時イェール大学で教職に就く。1970年代から約20年間、国務省や国防総省で勤務。
ロナルド・レーガン政権で国務次官補（東アジア・太平洋担当）を務めた。この際に中華人民共和国への輸出管理を同盟国の日本と同等にまで緩和するも、後にビル・クリントン政権が中国を「戦略的パートナー」と看做すとソ連が解体した今は「戦略的競争相手」であって継続すべきでないとした。
また、スハルト体制下のインドネシアに大使として3年間赴任。後にインドネシアの大統領となるアブドゥルラフマン・ワヒドと親交を深め、イスラム教への深い信仰と宗教的寛容・世俗主義が共存しうることに強い感銘を受けたといわれる。インドネシア滞在時は、文化人類学者のクレア夫人と共に現地の文化に魅せられ、インドネシア語を学び、ユダヤ系アメリカ人であるにもかかわらず、世界最大のイスラム人口を抱える国で高い評価を得る。離任時には、スハルト体制を批判する演説も行なっている。
ブッシュSr.政権下では国防次官（政策担当）、クリントン政権時にはジョンズ・ホプキンス大学SAISの学長を務める。
2001年1月よりジョージ・W・ブッシュ政権1期目で25代目アメリカ合衆国国防副長官を務めた。アメリカ新世紀プロジェクトのメンバーであり、ブッシュ政権内のネオコン陣営の要石の1人である。ドナルド・ラムズフェルド国防長官とともに、「中東民主化」の大義名分の下でイラク戦争への道を推し進めた。その際｢イラクの戦後復興費用はイラクの石油で賄える」と極めて楽観的な見解を示したため、その見通しの甘さに厳しい批判が浴びせられている。
2001年頃にリビア出身でイギリス国籍の世界銀行職員であるシャーハー・リザー（en:Shaha Riza）と交際し始め、妻のクレア・セルギン・ウォルフォウィッツとは別居した。そして翌年に離婚した。
2005年3月にブッシュ大統領により世界銀行グループ総裁に指名され、同年6月に就任した。ブッシュ大統領は指名理由に国防省での管理経験と国務省での外交経験をあげた。下院少数党院内総務（当時）のナンシー・ペロシ（民主党）は「理解しがたい」「世界銀行のビジョンに匹敵するコミットメントが見られない」と懐疑的な意見を述べた。世界銀行総裁としての主要なイニシアチブは融資受け入れ国の腐敗の抑制だった。
2007年4月、内部告発により「恋人」関係にある同行職員のシャーハー・リザーとのスキャンダルが報道され、同月12日、記者会見において謝罪した。配偶者その他の同職場での勤務禁止規定からリザーは国務省に出向、管理職扱いとなるとともに、ウォルフォウィッツは世界銀行人事担当者に職級、給与額などを指示し、リザーの年収は約19万ドルとなった。職級、給与額の指示は世界銀行での見通しを理由としていたが、世界銀行の委員会は用意した給料が彼女に支払われるべき額よりも高く、彼が機関の規則に反する行動をとったことを発見した。ホワイトハウスはウォルフォウィッツを支持したが、EU議会などが辞任を要求したためもあり、6月30日付けで総裁を辞任した。
2008年1月24日、米国務省は軍備管理や不拡散問題で政策提言する同省の「国際安全保障諮問委員会」の委員長にウォルフォウィッツを指名すると発表した。同ポストは議会の承認を必要としないため、ブッシュ政権内では3度目の公職に復帰することになった。

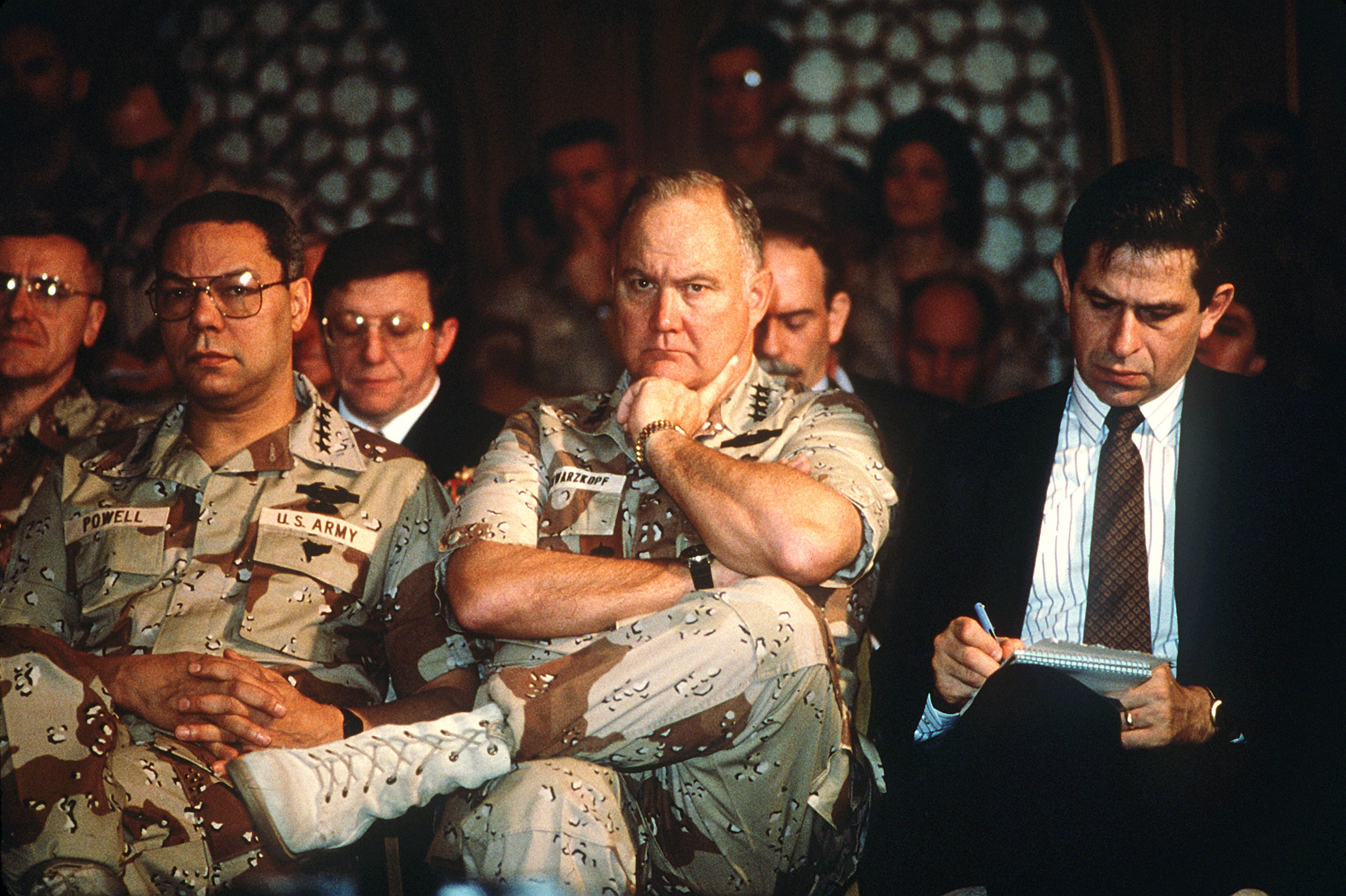
湾岸戦争時に行われたチェイニー国防長官の記者会見を聞くウォルフォウィッツ（右）とコリン・パウエル大将（左）、ノーマン・シュワルツコフ大将（中央）

2016年大統領選挙では、同じ共和党のドナルド・トランプを批判、民主党のヒラリー・クリントンを支持している。
2019年の産経新聞のインタビューでは、中国が通信機器大手の華為技術（ファーウェイ）などを通じて世界的なハイテク覇権の確立を図っていることに関し、「中国によるサイバー空間の乗っ取り行為であり、極めて憂慮すべき事態だ」と強調。米企業などが所有する知的財産権の侵害も含め「中国による商業や経済分野での振る舞いには弁護の余地がない」と非難した。また、かつて自身が総裁を務めた世界銀行に関し「世銀は中国に対して融資を行っているが、中国は自国の予算で（新疆ウイグル自治区のイスラム教徒らを拘束するための）強制収容施設を建設している。恥ずべきことだ」と述べ、対中融資を見直すべきだとの考えを示した。また、中国政府によるイスラム教徒弾圧については「（収容施設での）洗脳や、（他民族の）中国人との結婚を通じてウイグル人の民族意識の一掃を図る、『文化的ジェノサイド（大量虐殺）』だ」と批判している。